# Prosopocera imitans
Prosopocera imitans là một loài bọ cánh cứng trong họ Cerambycidae.